# Amélie Linz

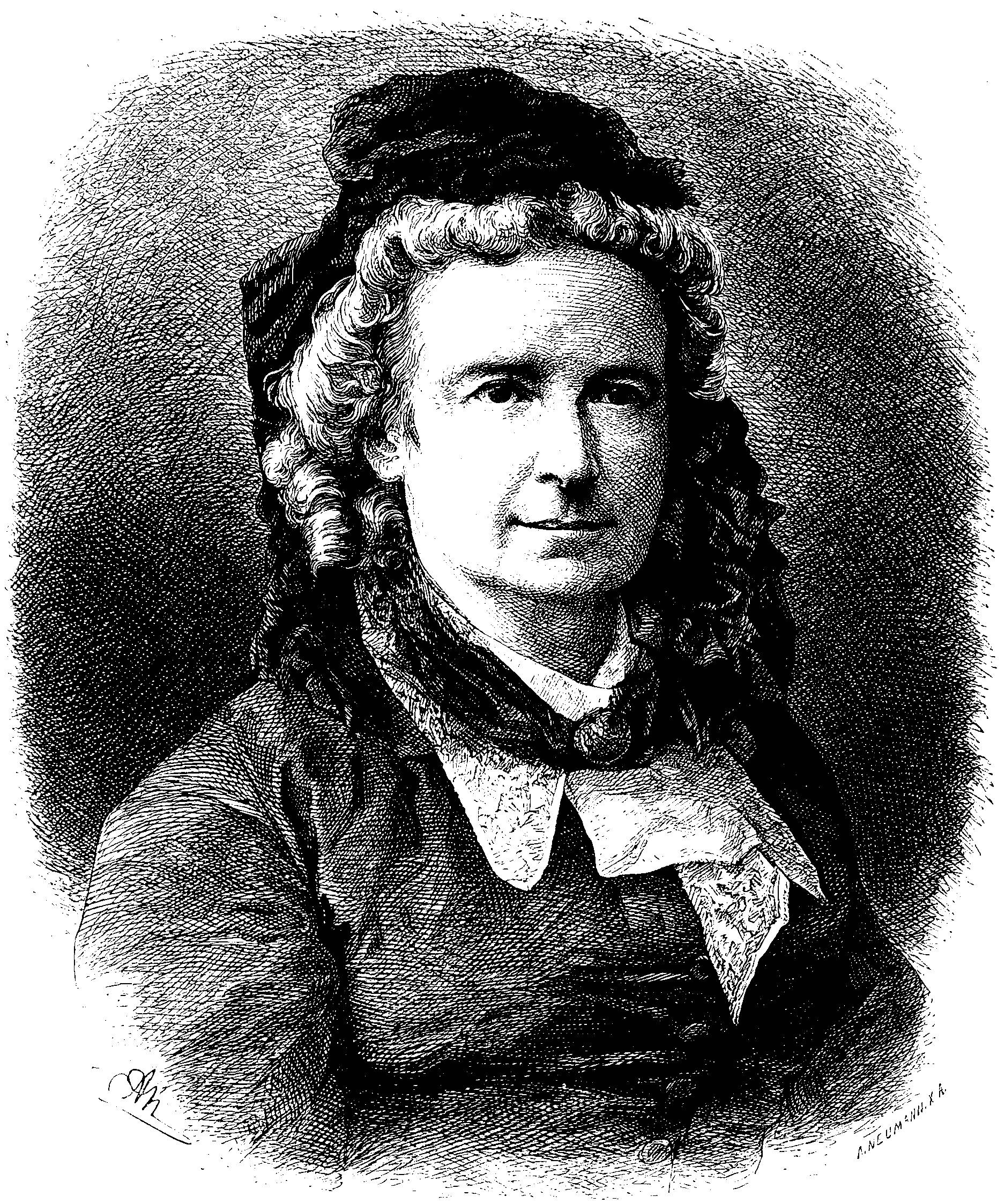
Amélie Linz

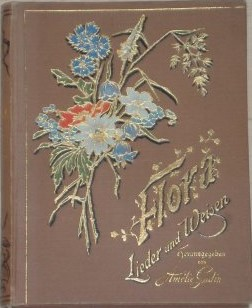
Amélie Godin als Herausgeberin (1894)

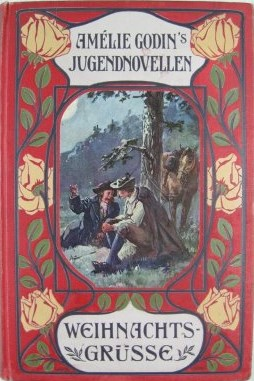
Bucheinband von Ernst Zimmer (1901)

Amélie Linz (* 22. Mai 1824 in Bamberg; † 24. April 1904 in München) war unter dem Namen Amélie Godin eine deutsche Autorin.

## Leben
Geboren als Tochter des Arztes Friedrich Speyer und dessen Frau Clara, geb. von Godin, verbrachte sie mehrere Winter in München und heiratete 1844 den preußischen Ingenieuroffizier Franz Xaver Linz (* 1816), mit dem sie abwechselnd in verschiedenen Garnisons-Städten der Rheinprovinz, später in Pommern lebte. 1870 Witwe geworden, zog sie 1874 nach München. Unter dem Namen Godin, dem Geburtsnamen ihrer Mutter, veröffentlichte sie eine Anzahl Jugendschriften, die, wie die Märchen von einer Mutter erdacht (Stuttgart 1858, 4. Aufl. 1876), Neue Märchen (3. Aufl. 1881) und andere, Anklang fanden.

## Werke
- Eine Katastrophe und ihre Folgen. Breslau 1862.
- Neue Märchen von einer Mutter erdacht. Carl Flemming, Glogau 1869 (eingeschränkte Vorschau in der Google-Buchsuche [abgerufen am 26. Dezember 2023]).
- Historische Novellen. Bonn 1863.
- Wally. Berlin 1871 (2 Bde.).
- Aus großer Zeit. Schelmenstücklein unserer Helden, in Reime gebracht. Glogau 1873.
- Frauenliebe und Leben. Erzählungen. Leipzig 1876 (5 Bde.).
- Sturm und Frieden. Bilder aus dem Eheleben. Stuttgart 1878.
- Gräfin Leonore. Leipzig 1882.
- Mutter und Sohn. Leipzig 1878.
- Schicksale. Leipzig 1882.
- Freudvoll und leidvoll. Leipzig 1883.